# Esmeldingos
Los Esmeldingos eran un pueblo de los eslavos occidentales que se asentaron en el siglo IX en la zona al este del río Elba en el suroeste de Mecklemburgo, en el actual Alemania nororiental.
Los esmeldingos son citados por varias fuentes históricas. El Geógrafo Bávaro en su Descriptio civitatum et regionum ad septentrionalem plagam Danubii, menciona una población llamada Smeldingon y situada al lado de los linones, bethenici y morizani. Otras referencias se encuentran en los anales francos de los años 808 y 809 y en el Chronicon Moissiacense del año 809.
El área de asentamiento de los esmeldingos estaba situada al este de Elba, en la zona comprendida entre los ríos Elba, Elde y Roegnitz. Su principal emplazamiento se llamaba Connoburg según el Chronicon Moissiacense. Lugar de incierta localización, inicialmente se pensó en Conow, a lo largo del curso inferior del río Elde, donde se encontraba el castillo Menkendorf en el municipio actual de Grebs-Niendorf. Sin embargo, estudios más recientes han demostrado que la ubicación del castillo de Connoburg podría estar en el actual Friedrichsruhe, apuntando a la zona del distrito de Parchim como la ubicación de los esmeldingos.
A principios del siglo IX, la zona ocupada por los esmeldingos estaba dominada por los eslavos abodritas que, gracias a su alianza con Carlomagno en la guerra contra los sajones, habían ganado prestigio y territorios. En el 804 el jefe de los abodritas, Drasco, fue nombrado, con el apoyo de Carlomagno, Samtherrscher (princeps), aumentando así su influencia en toda la federación abodrita.
La creciente preponderancia de los abodritas atrajo la atención y la preocupación de los pueblos vecinos y en el año 808 el rey danés Godofredo I, aliado con los veletos, que siempre habían sido enemigos de los abodritas, desembarcó en la costa del Báltico y destruyó el centro comercial abodrita de Reric y los territorios circundantes.  Los esmeldingos vieron esto como una oportunidad para liberarse del yugo abodrita y se aliaron para ello con los veletos y los linones. Carlomagno envió a su hijo Carlos el Joven en auxilio de Drasco, y después de cruzar el Elba, se limitó a saquear  los territorios de los esmeldingos y linones, regresando a la Sajonia franca.
En el año 809 Drasco logró establecer un ejército con hombres de su propia tribu y con el apoyo de los sajones, atacó el territorio de los veletos capturando un cuantioso botín. Más tarde, de nuevo con el apoyo de los sajones, incursionó en el territorio de los esmeldingos y conquistó su centro principal, Connoburg. Después de este suceso, los esmeldingos desaparecen de las crónicas francas, posiblemente porque estas poblaciones eslavas fuesen absorbidas por los adobritas o sus subgrupos.